# Elisabetta di Courtenay (zarina di Bulgaria)
Elisabetta di Courtenay (1199 circa – 1269 circa), figlia di Pietro II di Courtenay e di Iolanda di Fiandra, fu imperatrice consorte di Bulgaria.
Baldovino d'Avesnes, la Cronaca delle Fiandre e altre cronache dell'Europa occidentale riferiscono che una nipote dell'imperatore latino Enrico (figlia di sua sorella Iolanda di Fiandra, forse Elisabetta fu data in sposa a "Johannis", nome che viene associato allo zar Boril di Bulgaria Gli storici che ritengono attendibili queste fonti sostengono che Boril sposò la nipote di Enrico dopo il loro trattato di pace nel 1213 o 1214.
In seguito Elisabetta sposò Gaucherio di Le Puiset e poi Ottone I, Signore di Montaigu.
Elisabetta e Ottone ebbero otto figli:
- Alessandro di Montagu (1221–1249)
- Giulielmo I, signore di Montaigu (1222–1300)
- Filippo di Montagu, signore di Chagny (nato nel 1227), sposò Flora d'Antigny ed ebbe come figlia Giovanna di Montagu
- Gaucherio di Montagu, signore di Jambles (nato nel 1230)
- Ottone di Montagu (nato nel 1231)
- due figlie (morte giovani)
- Margherita, signora di Villeneuve (nata nel 1232)

## Ascendenza
|                         |                         |                          | Genitori                 |  |  | Nonni |  |  | Bisnonni            |  |  | Trisnonni            |  |
|                         |                         |                          |                          |  |  |       |  |  | Luigi VI di Francia |  |  | Filippo I di Francia |  |
|                         |                         |                          |                          |  |  |       |  |  | Luigi VI di Francia |  |  | Filippo I di Francia |  |
|                         |                         | Berta d'Olanda           |                          |  |  |       |  |  | Luigi VI di Francia |  |  |                      |  |
| Pietro I di Courtenay   |                         |                          |                          |  |  |       |  |  | Luigi VI di Francia |  |  |                      |  |
|                         |                         | Adelaide di Savoia       | Umberto II di Savoia     |  |  |       |  |  |                     |  |  |                      |  |
|                         |                         | Adelaide di Savoia       | Umberto II di Savoia     |  |  |       |  |  |                     |  |  |                      |  |
|                         |                         | Adelaide di Savoia       | Giselda di Borgogna      |  |  |       |  |  |                     |  |  |                      |  |
| Pietro II di Courtenay  |                         | Adelaide di Savoia       |                          |  |  |       |  |  |                     |  |  |                      |  |
|                         |                         | Rinaldo di Courtenay     | Miles di Courtenay       |  |  |       |  |  |                     |  |  |                      |  |
|                         |                         | Rinaldo di Courtenay     | Miles di Courtenay       |  |  |       |  |  |                     |  |  |                      |  |
|                         |                         | Rinaldo di Courtenay     | Ermengarda di Nevers     |  |  |       |  |  |                     |  |  |                      |  |
| Elisabetta di Courtenay |                         | Rinaldo di Courtenay     |                          |  |  |       |  |  |                     |  |  |                      |  |
|                         |                         | Helvise di Donjon        | Ferry di Donjon          |  |  |       |  |  |                     |  |  |                      |  |
|                         |                         | Helvise di Donjon        | Ferry di Donjon          |  |  |       |  |  |                     |  |  |                      |  |
|                         |                         | Helvise di Donjon        | …                        |  |  |       |  |  |                     |  |  |                      |  |
| Elisabetta di Courtenay |                         | Helvise di Donjon        |                          |  |  |       |  |  |                     |  |  |                      |  |
|                         | Baldovino IV di Hainaut | Baldovino III di Hainaut |                          |  |  |       |  |  |                     |  |  |                      |  |
|                         | Baldovino IV di Hainaut | Baldovino III di Hainaut |                          |  |  |       |  |  |                     |  |  |                      |  |
|                         | Baldovino IV di Hainaut | Iolanda di Gheldria      |                          |  |  |       |  |  |                     |  |  |                      |  |
| Baldovino V di Hainaut  | Baldovino IV di Hainaut |                          |                          |  |  |       |  |  |                     |  |  |                      |  |
|                         |                         | Alice di Namur           | Goffredo I di Namur      |  |  |       |  |  |                     |  |  |                      |  |
|                         |                         | Alice di Namur           | Goffredo I di Namur      |  |  |       |  |  |                     |  |  |                      |  |
|                         |                         | Alice di Namur           | Ermesinda di Lussemburgo |  |  |       |  |  |                     |  |  |                      |  |
| Iolanda di Fiandra      |                         | Alice di Namur           |                          |  |  |       |  |  |                     |  |  |                      |  |
|                         |                         | Teodorico di Alsazia     | Teodorico II di Lorena   |  |  |       |  |  |                     |  |  |                      |  |
|                         |                         | Teodorico di Alsazia     | Teodorico II di Lorena   |  |  |       |  |  |                     |  |  |                      |  |
|                         |                         | Teodorico di Alsazia     | Gertrude delle Fiandre   |  |  |       |  |  |                     |  |  |                      |  |
| Margherita I di Fiandra |                         | Teodorico di Alsazia     |                          |  |  |       |  |  |                     |  |  |                      |  |
|                         |                         | Sibilla d'Angiò          | Folco V d'Angiò          |  |  |       |  |  |                     |  |  |                      |  |
|                         |                         | Sibilla d'Angiò          | Folco V d'Angiò          |  |  |       |  |  |                     |  |  |                      |  |
|                         |                         | Sibilla d'Angiò          | Eremburga del Maine      |  |  |       |  |  |                     |  |  |                      |  |
|                         |                         | Sibilla d'Angiò          |                          |  |  |       |  |  |                     |  |  |                      |  |